# Гарвасюк Василь Юрійович
Гарвасю́к' Васи́ль Ю́рійович нар. 1938, с. Видинів Снятинського району Івано-Франківської області — український поет, прозаїк. Член Національної спілки письменників України з 1988 р.

## Біографія
Народився 15 квітня 1938 р. у с. Видинів Снятинського району Івано-Франківської області у селянській родині. Середню освіту здобув у 1955 р. в с. Прутівка того ж району. Закінчив філологічний факультет Чернівецького державного університету (1960 р.). Вчителював у селах Вінницької області — Строїнці Тиврівського району, Котюжани Мурованокуриловецького району. Працював в апараті Мурованокуриловецької райдержадміністрації.

## Літературна діяльність
Друкується з 1954 р. Автор збірок поезії «Вишневий рід» (1972), «Пшеничні промені» (1977), «Поле колоситься» (1987), «Історія душі» (1999), «Пора осмислень» (2004), «У серці слова» (2004), «Віднайти святиню» (2012); повістей «Благодійна авантюра» (2004), «Два детективи і ворожка» (2005); роману «Жертва гороскопа» (1988, 2005); книги вибраних творів «Вишневий рід» (2013).
Твори друкувалися в альманахах «Сузір'я», «Квітни, земле моя» (Одеса, 1985). Перекладав поетів народів Кавказу — Серафима Попова, Анатолія Біцуєва, Муталіба Митарова, Степана Торбокова, А.Немтушкіна. Низку віршів поета у перекладі кабардинською і балкарською мовами опубліковано у збірці «Подільські ластівки» (Нальчик, 1981).
Член НСПУ] з 1988 року.
|                                           | Зміст прози Василя Гарвасюка символізує і суспільне життя нашої країни, і якойсь мірою новий творчий етап самого автора – вибагливого до слова, заглибленого у пошуках свіжого образу, автора, котрий показав себе майстром відтворення психологічно наснажених картин з життя людей «глибинки» |
| — Довідник «Вінниця журналістська» (2010) | |

## Нагороди і почесні звання
- Літературна премія імені Михайла Стельмаха журналу «Вінницький край» (2007) за роман «Жертва гороскопа»;
- Всеукраїнська літературна премія імені Михайла Коцюбинського (2013) за книгу вибраних творів «Вишневий рід»;[7]
- Літературна премія імені Анатолія Бортняка (2016).[8]